# 圣布里齐奥小堂

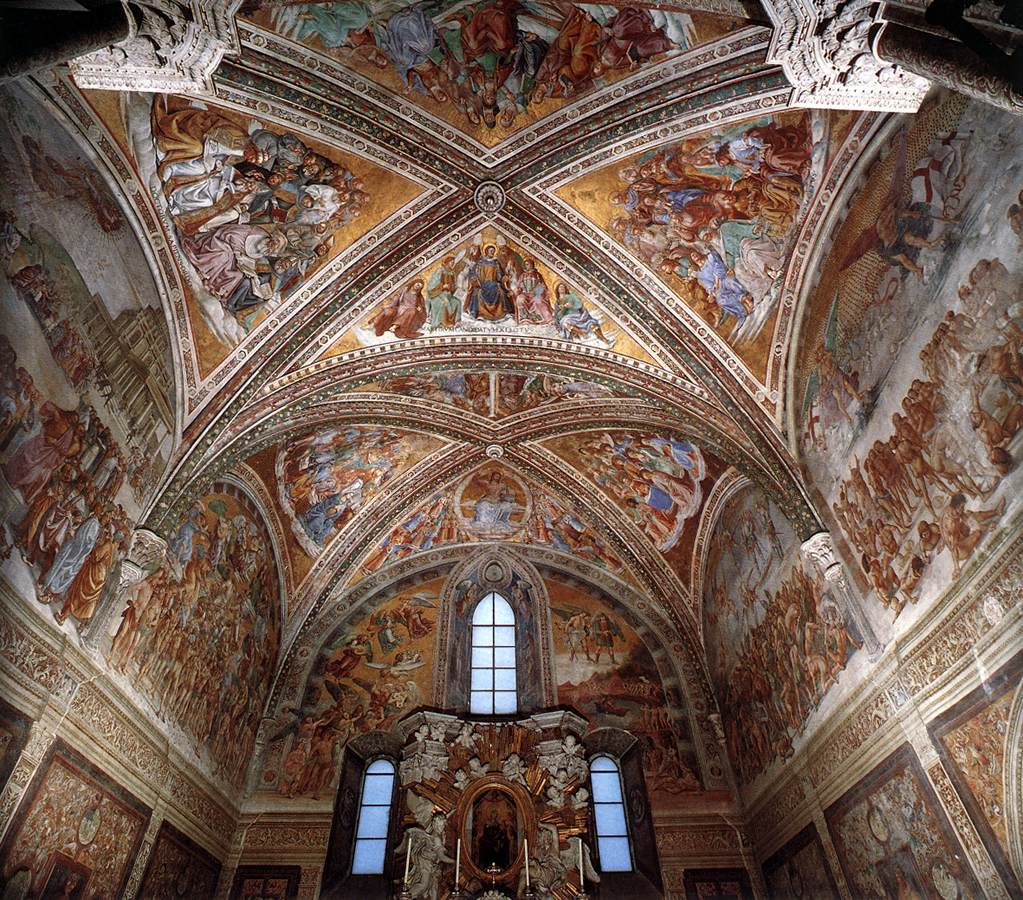

圣布里齐奥小堂（Cappella di San Brizio）又名新小堂（Cappella Nuova），位于奥尔维耶托主教座堂的右耳堂，供奉奥尔维耶托的主保圣布里齐奥圣母，是意大利文艺复兴绘画的基石之一，建于1408-1444年，在1447-1504年装饰了湿壁画。
1447年，真福安杰利科修士在贝诺佐·戈佐利在天花板上画了两幅画《审判的基督》（Cristo giudice）和《先知》（Profeti）。

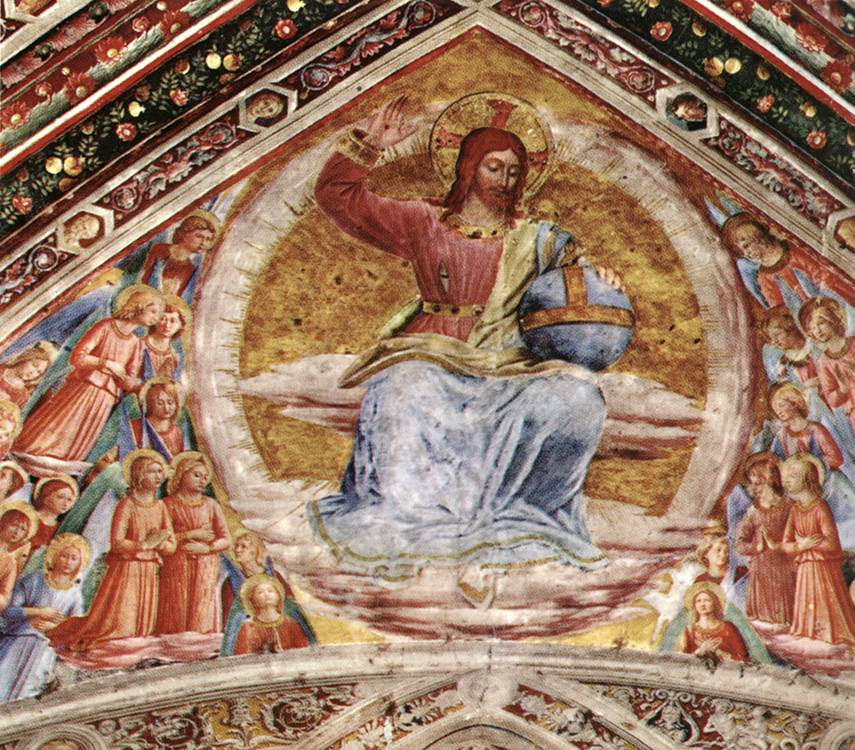
安杰利科修士, 《审判的基督》
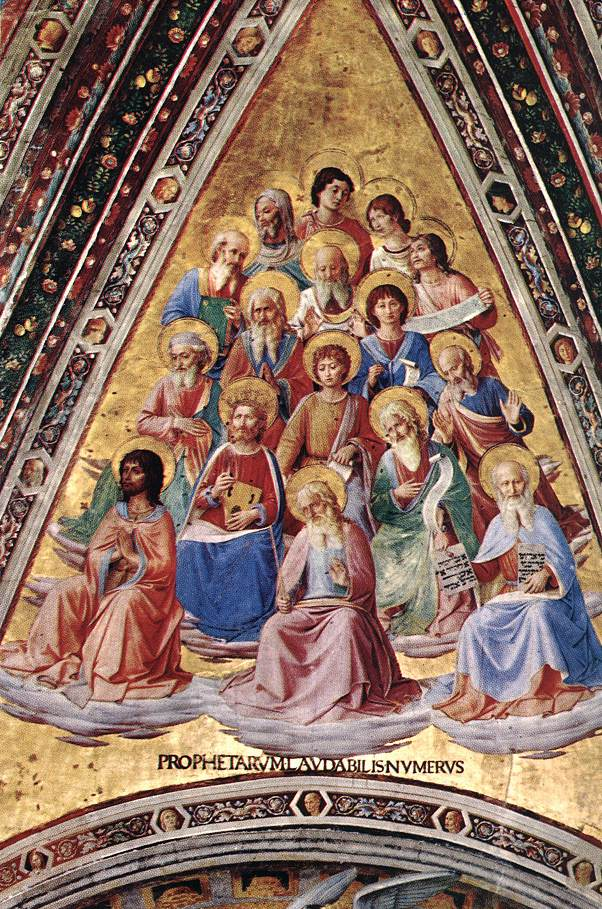
安杰利科修士, 《先知》
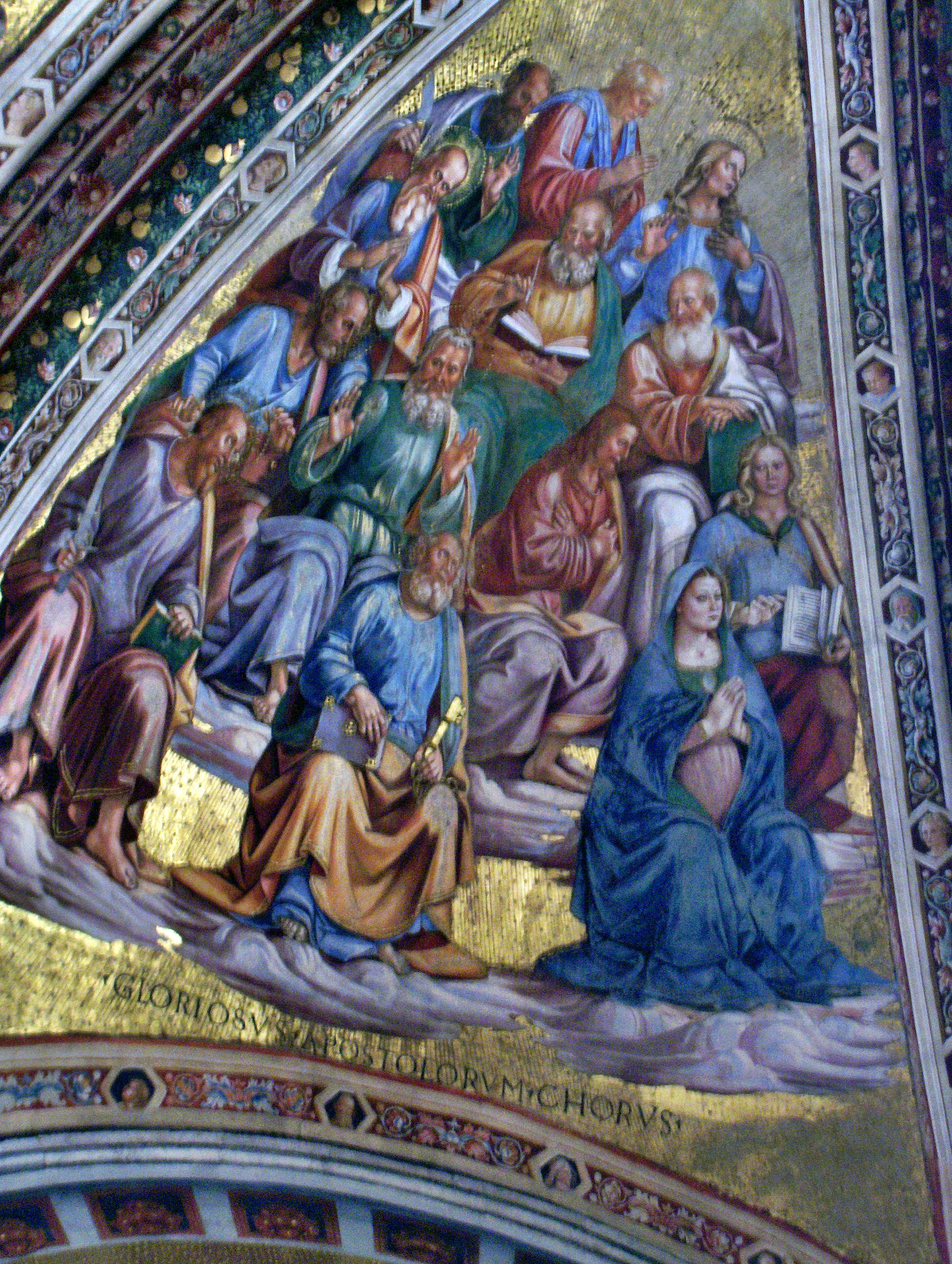
西诺莱利, 《宗徒》
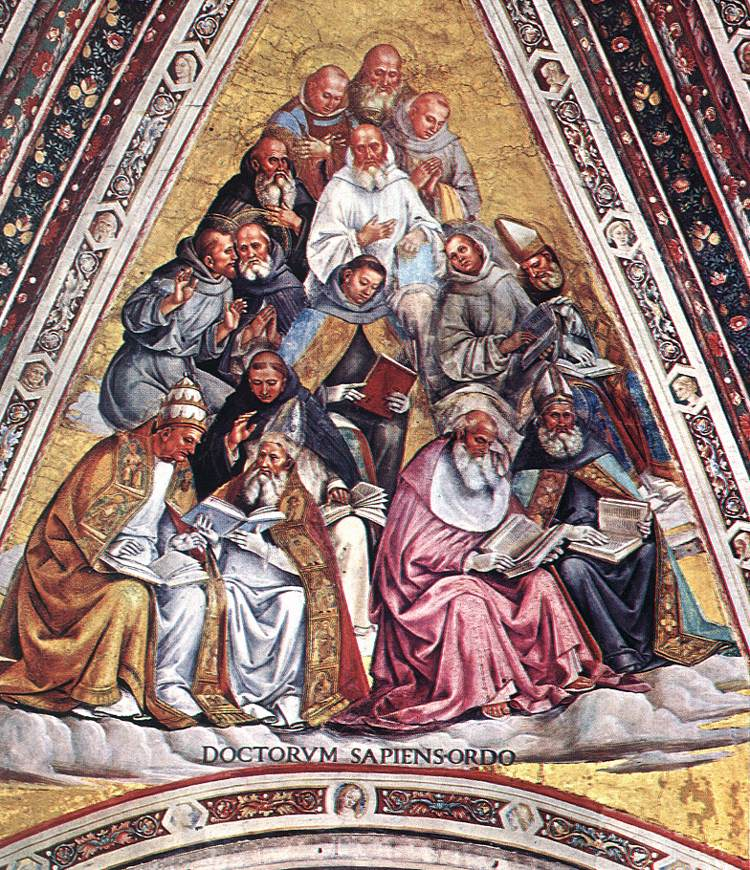
西诺莱利,《教会博士》

他们的工作很快中断，五十年后的1499-1504年间才由卢卡·西诺莱利完成剩下的六幅天顶画《宗徒》（Apostoli）、《教会博士》（Dottori della Chiesa）、《殉道士》、《贞女》和《牧首》。
西诺莱利又在拱顶和墙壁上部绘满了启示录和最后审判的事件，开始于左墙的《敌基督的布道》（Predica e fatti dell'Anticristo），包括《世界末日》（Finimondo）、《肉身的复活》（Resurrezione della carne）、《被召上天堂与投入地狱》（Salita al Paradiso e chiamata all'Inferno）、《地狱的诅咒》（Dannati all'Inferno）、《天堂的祝福》（Beati in Paradiso）。西格诺雷利在描绘人体方面表现出了高超的技艺。墙壁的底座的肖像画也是由西诺莱利创作的，描绘古代伟大的诗人（加入了但丁）。在一幅壁画中，西诺莱利还描绘了一幅哀悼基督，据乔治·瓦萨里说，这幅画将隐藏在基督面前。
在小堂的中心，是贝尔纳丁诺·卡梅蒂的巴洛克祭坛（1715年），矗立着圣布里齐奥圣母，小堂由此得名。

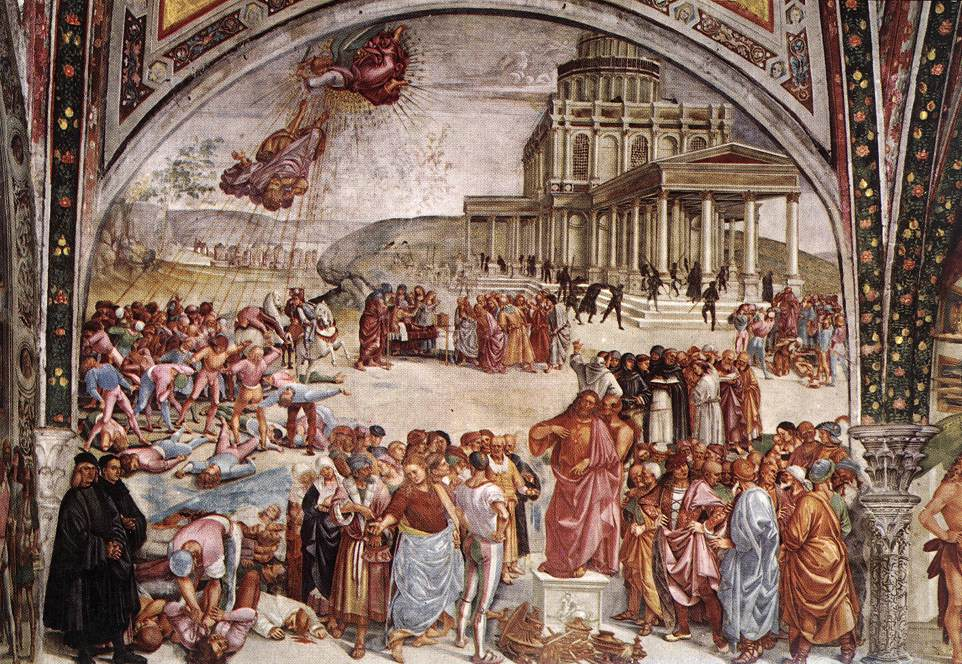
《敌基督的布道》

#### 《敌基督的布道》

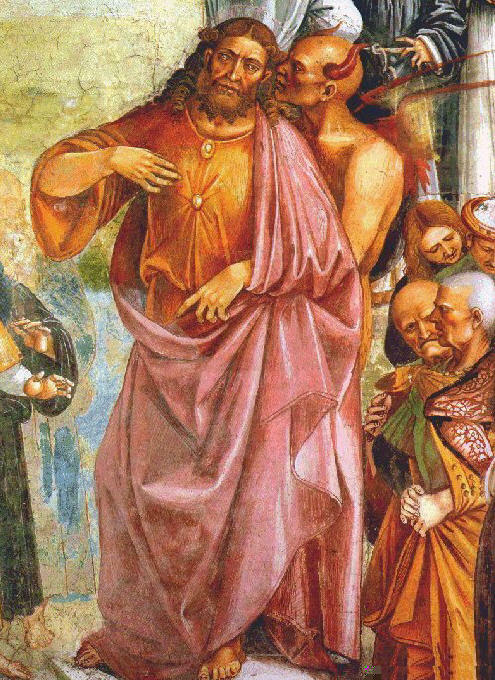
《敌基督的布道》中的敌基督
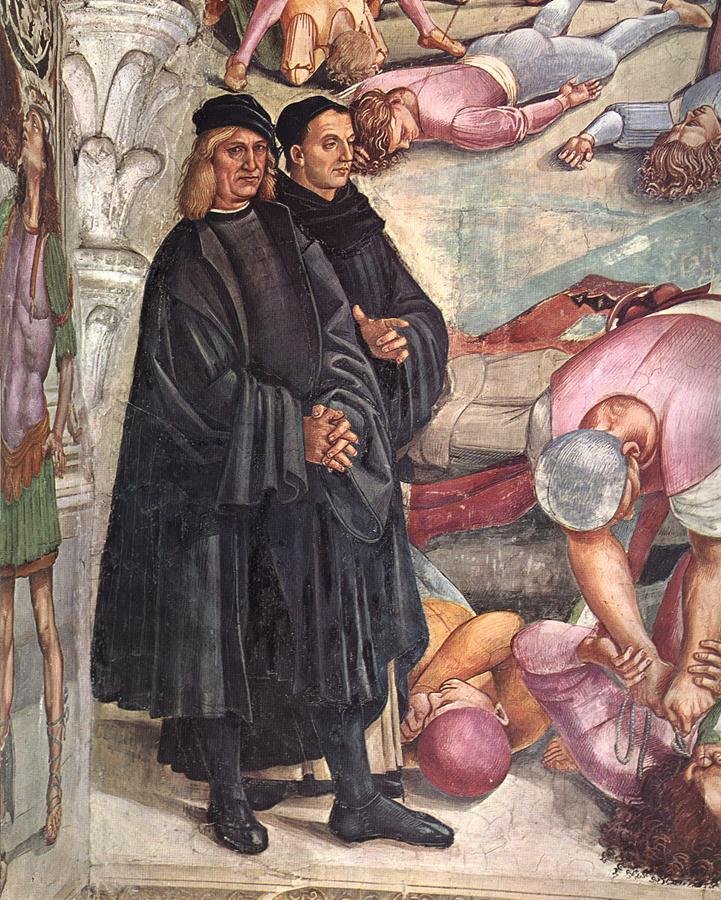
《敌基督的布道》中的西诺莱利和安杰利科修士
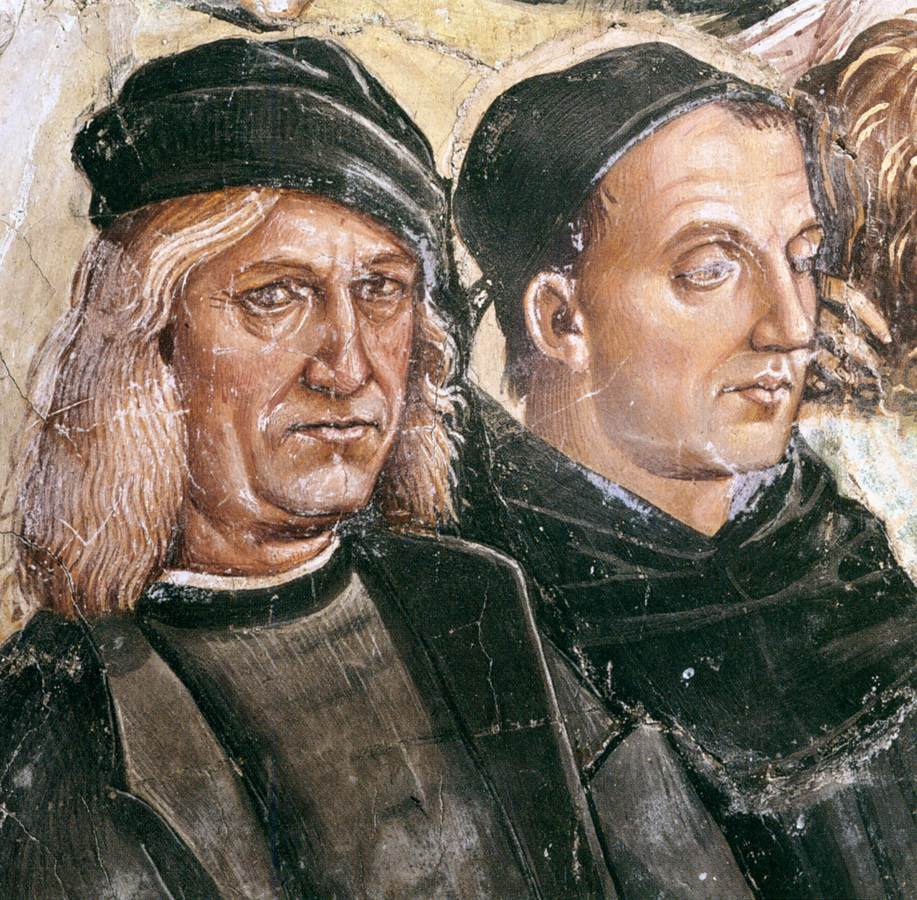
《敌基督的布道》中的西诺莱利和安杰利科修士
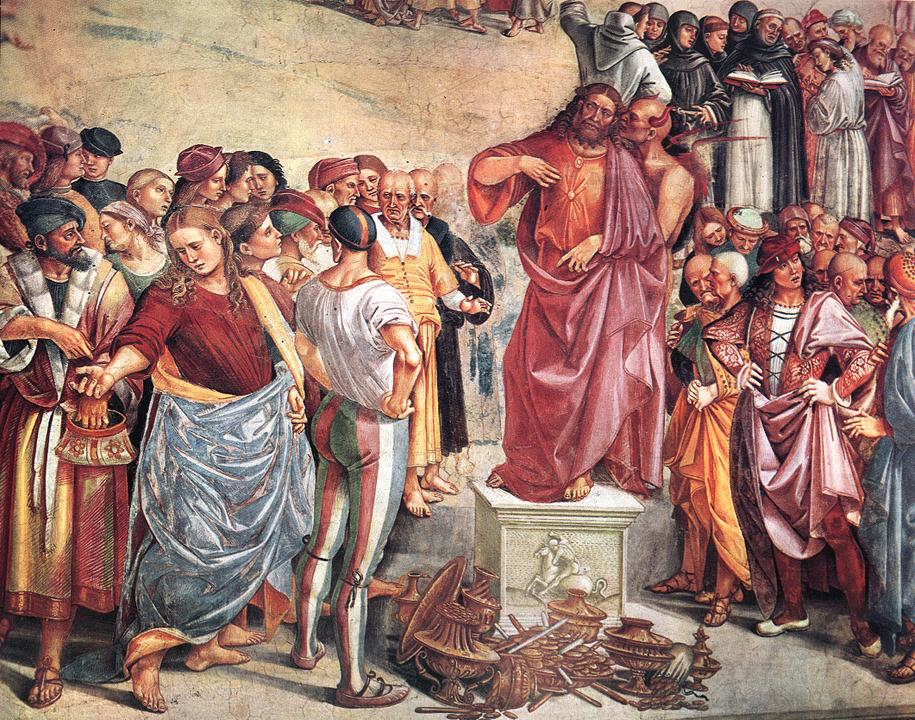
细部
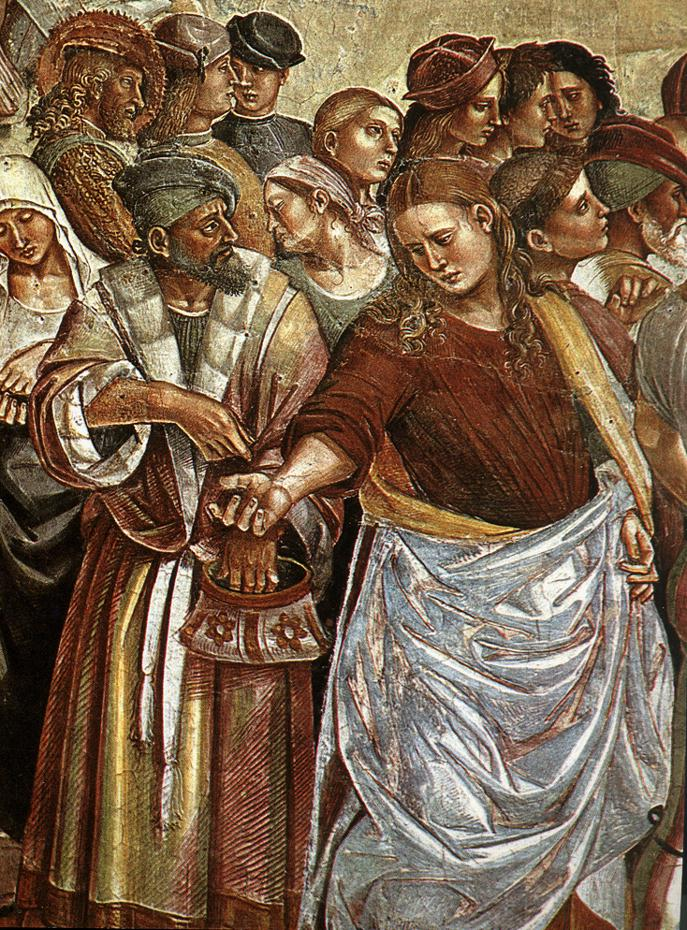
妓女

组画的第一幅是《敌基督的布道》（Predica e fatti dell'Anticristo），取材于马太福音24章的预言。敌基督向人群布道，他长得很像耶稣，却是由魔鬼撒旦在耳边像木偶一样操纵。周围是一群形形色色的人：左边一名男子正在进行屠杀，一名年轻女子正在与老年商人商谈卖淫的价格。

#### 《世界末日》

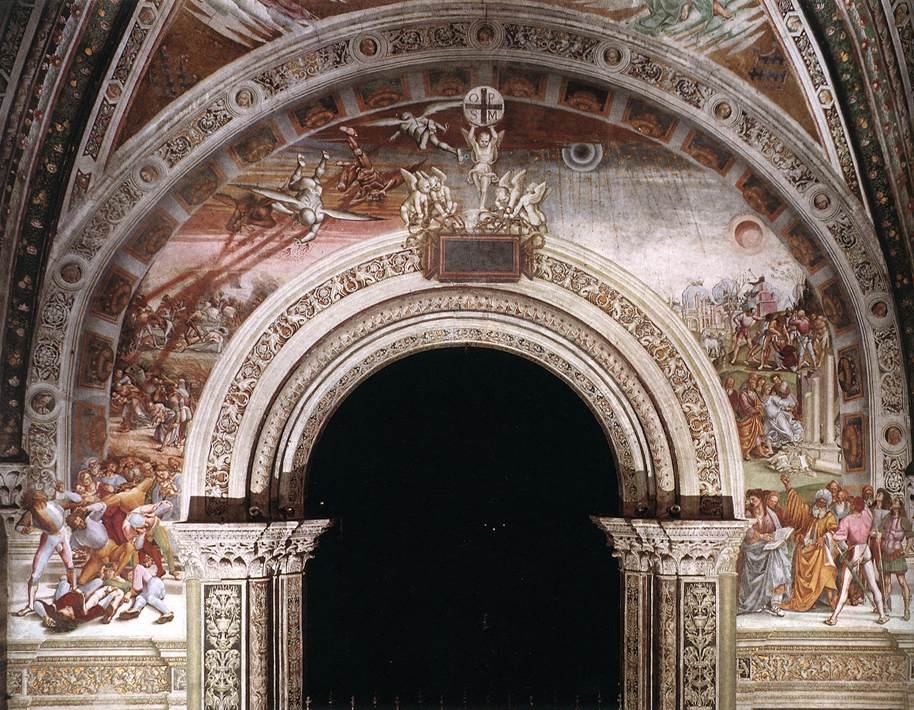
《世界末日》

在入口拱门上方及两侧，绘有《世界末日》的场景。在右下角，西比拉翻阅预言书，地震摧毁了寺庙，劫匪劫持了年轻人，海啸掀起巨浪，威胁城市；天空中的太阳和月亮也黑暗了下来。在左侧，超自然事件开始了，战争和谋杀成倍增加。长着翅膀的可怕恶魔到来，从他们的手和嘴里，灾难倾泻在惊恐的众人身上，前景中七个年轻人穿着鲜艳的衣服，有的已经死亡，有的正在屈服。

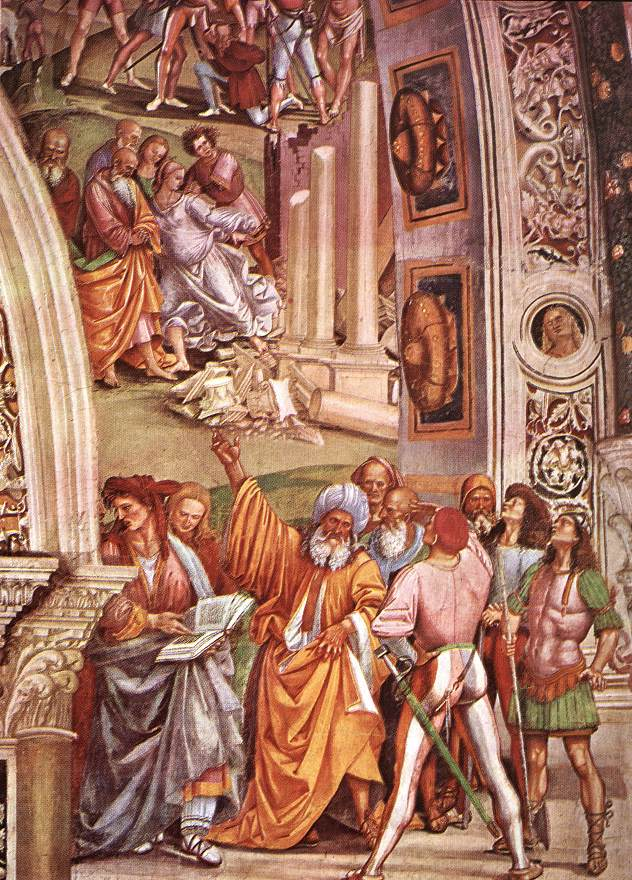
Controllo delle profezie
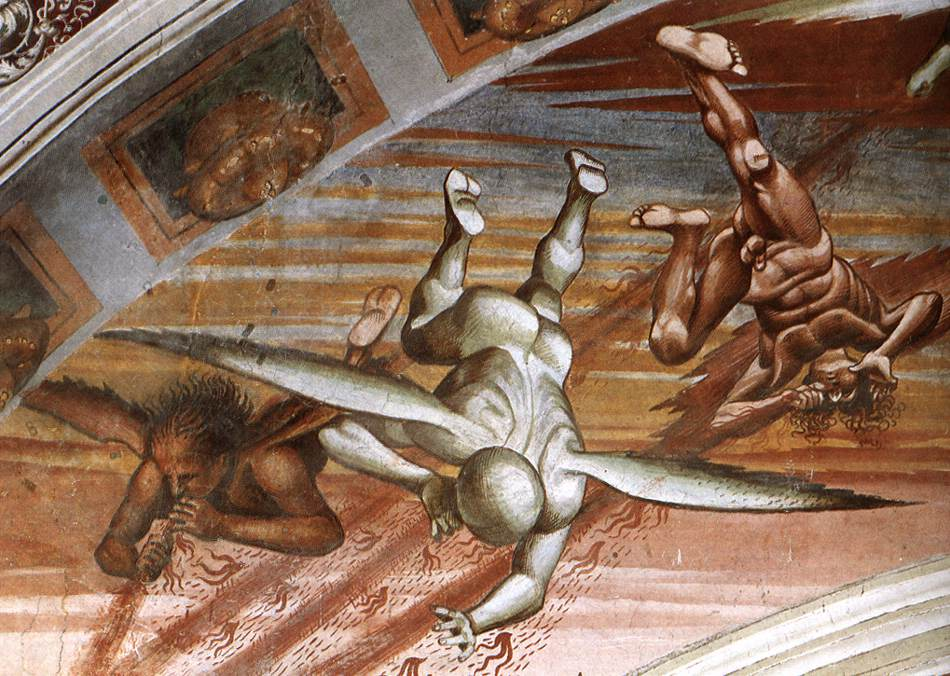
反叛天使的堕落
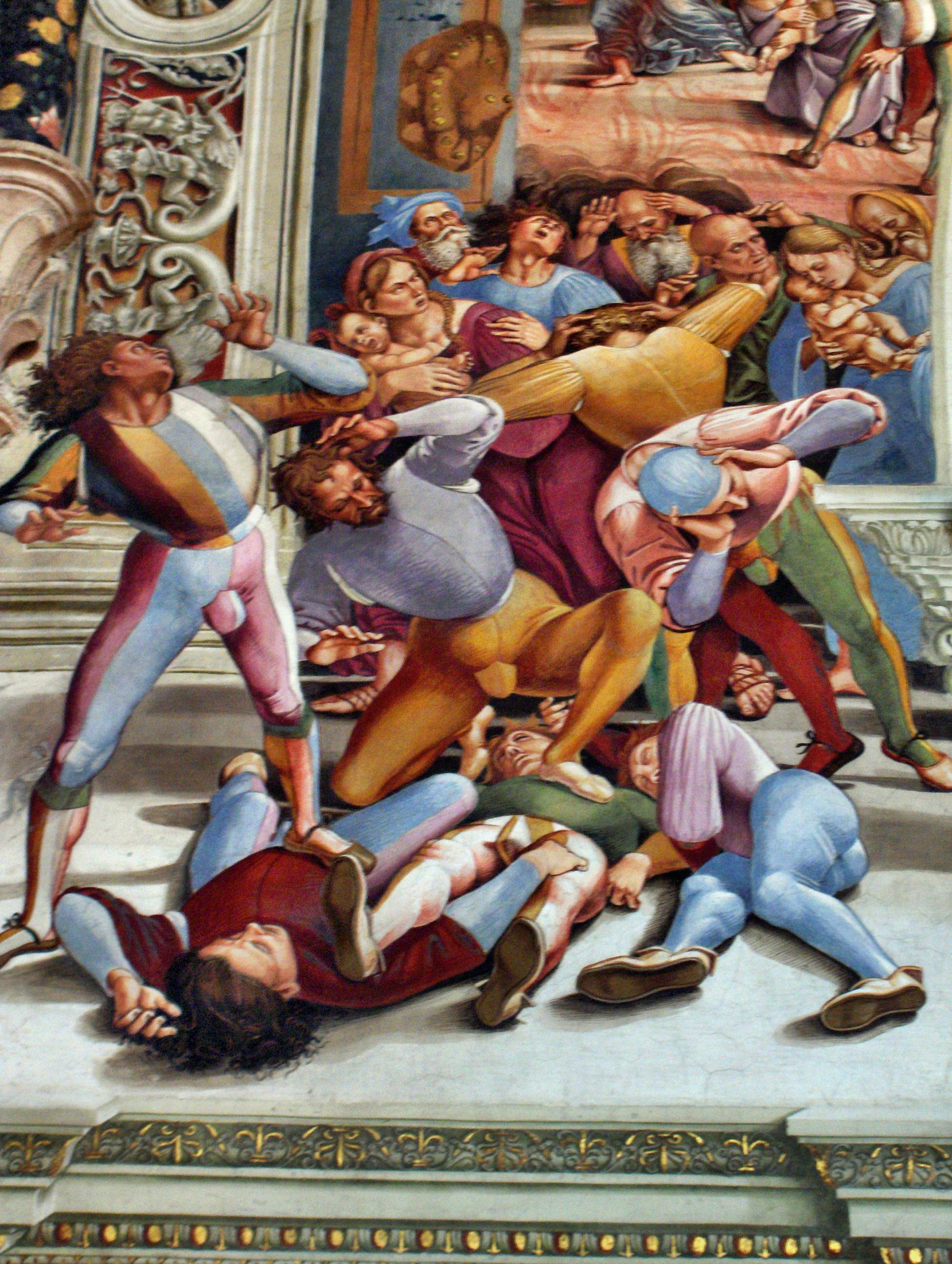
Sterminio

#### 《肉身的复活》

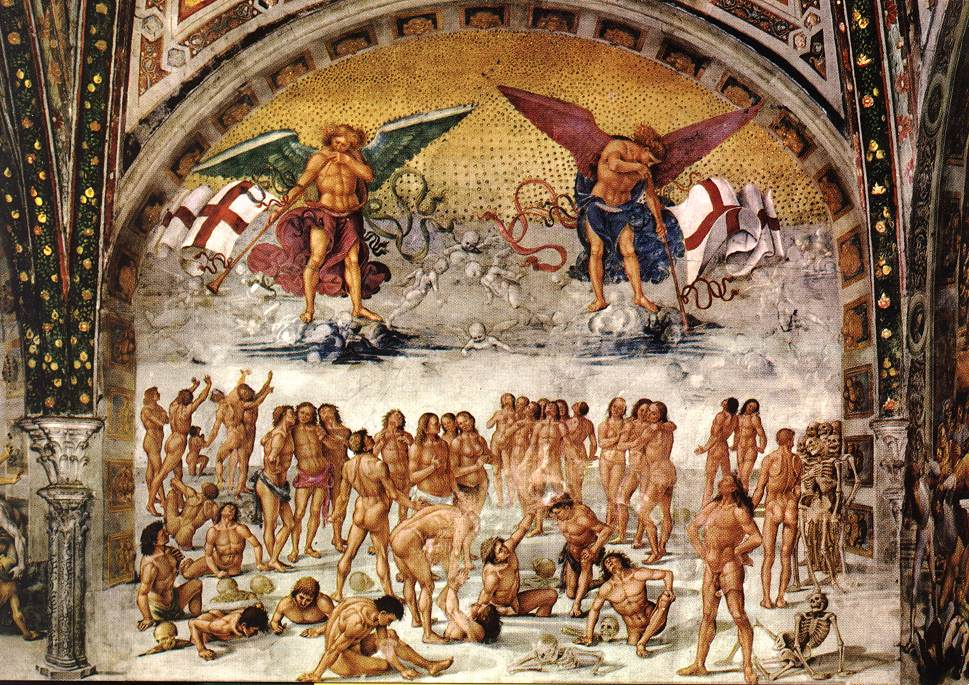
《肉身的复活》

《肉身的复活》（Resurrezione della carne）位于入口的右侧。两位天使手持十字军旗帜，吹响号角，由飘动的缎带和云朵环绕。复活的死者从白色的地面上出现。在最右侧，可以看到一具骷髅正在长出皮肤，下一步将要长出肌肉。左边是一些刚刚复活的年轻人高兴地表演节日舞蹈。右边那个手放在两侧的人，曾经用面纱覆盖在私密部位，现已不见。画作的上部是金色的天空，覆盖有金箔。

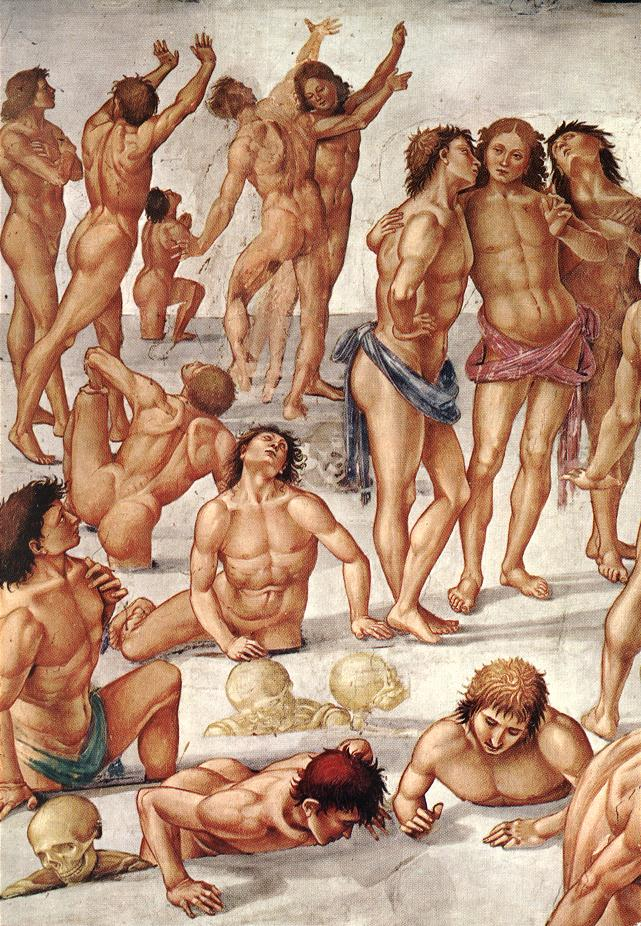
细部
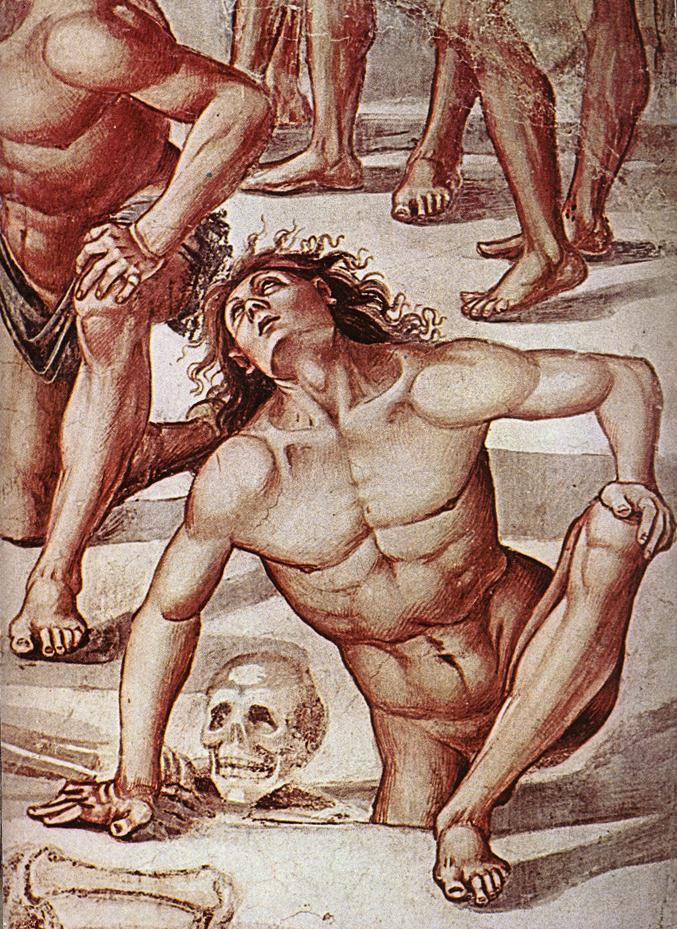
细部
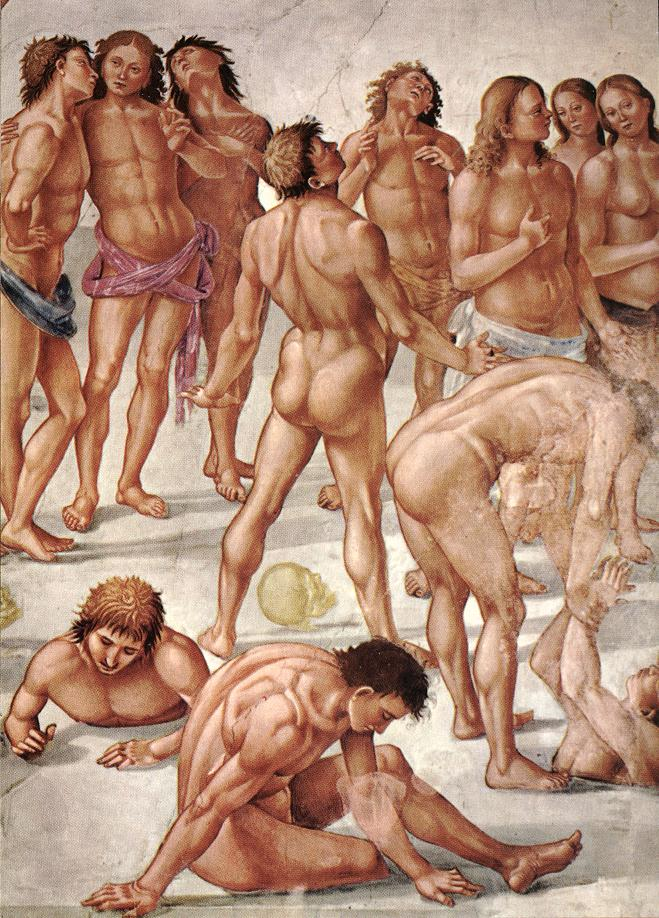
细部
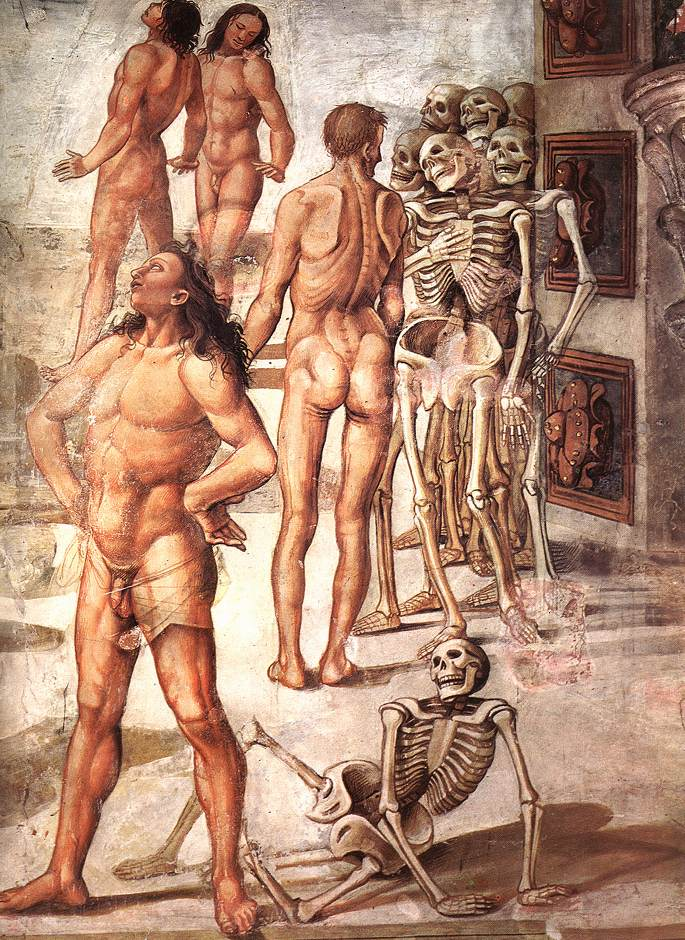
细部

#### 《被召上天堂与投入地狱》

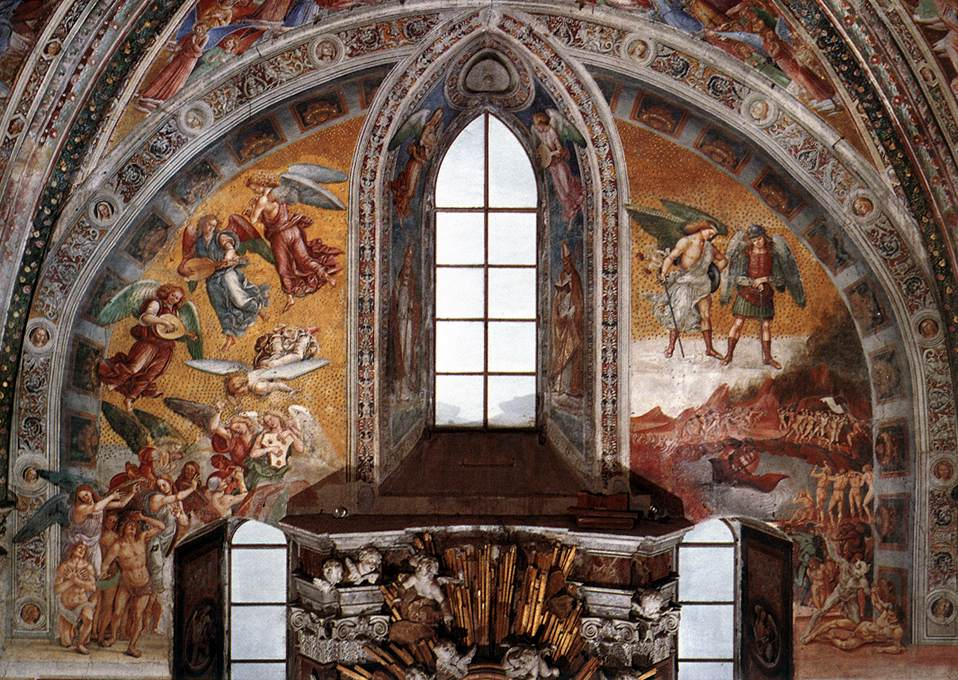
《被召上天堂与投入地狱》

《被召上天堂与投入地狱》（Salita al Paradiso e chiamata all'Inferno） 在祭坛的新月楣上，在拱顶的审判的基督之下，由窗口分为左右两部分，右侧表现被诅咒的人走向惩罚，左侧表现被祝福的人由音乐天使指路，走向奖赏。米开朗基罗对残酷的场景很感兴趣，进行了复制。

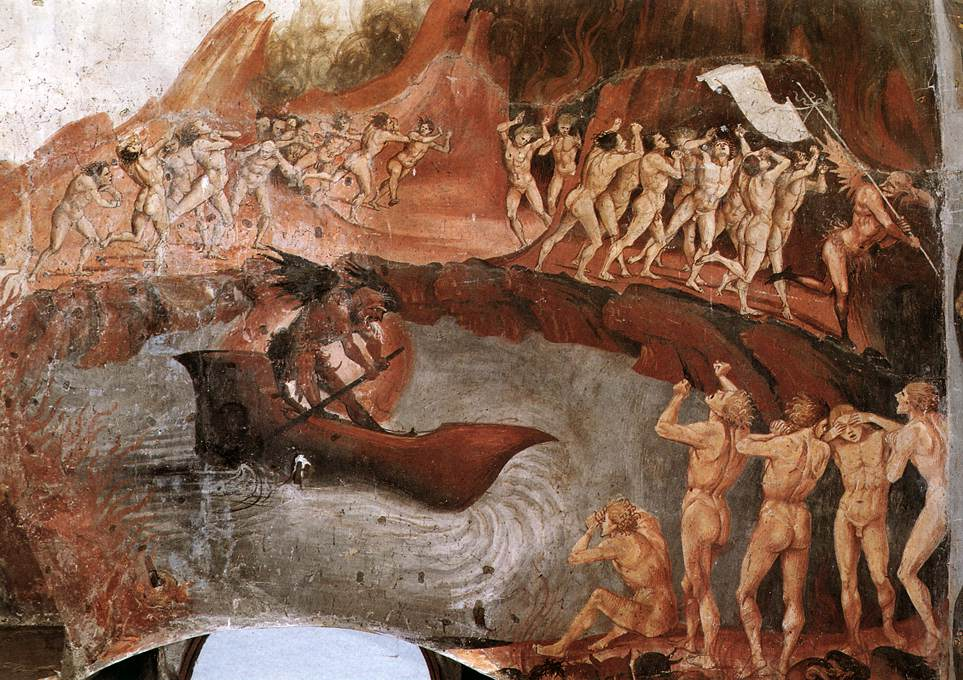
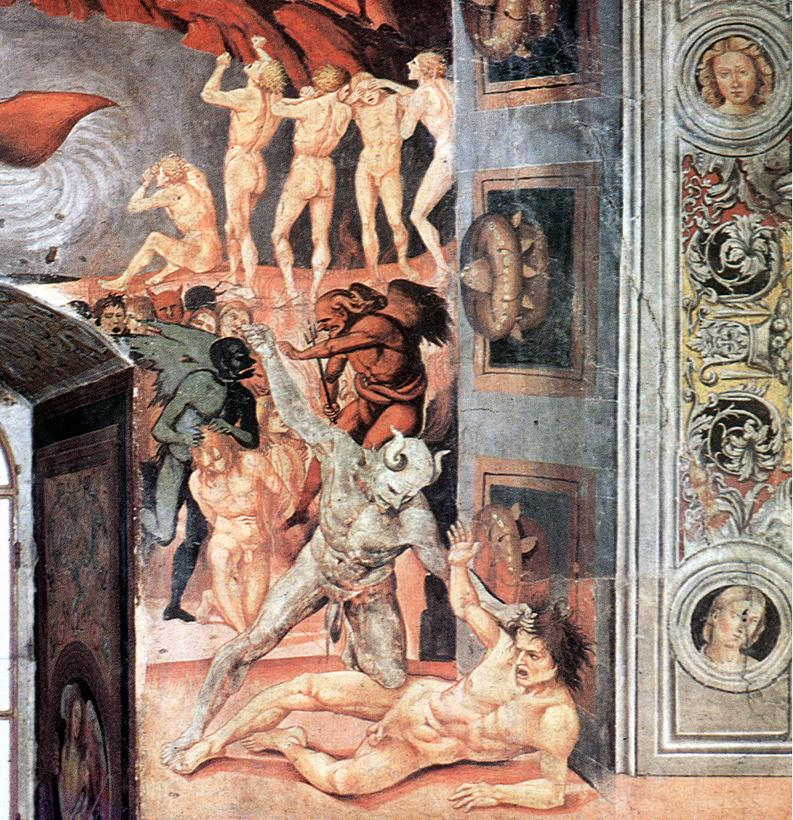
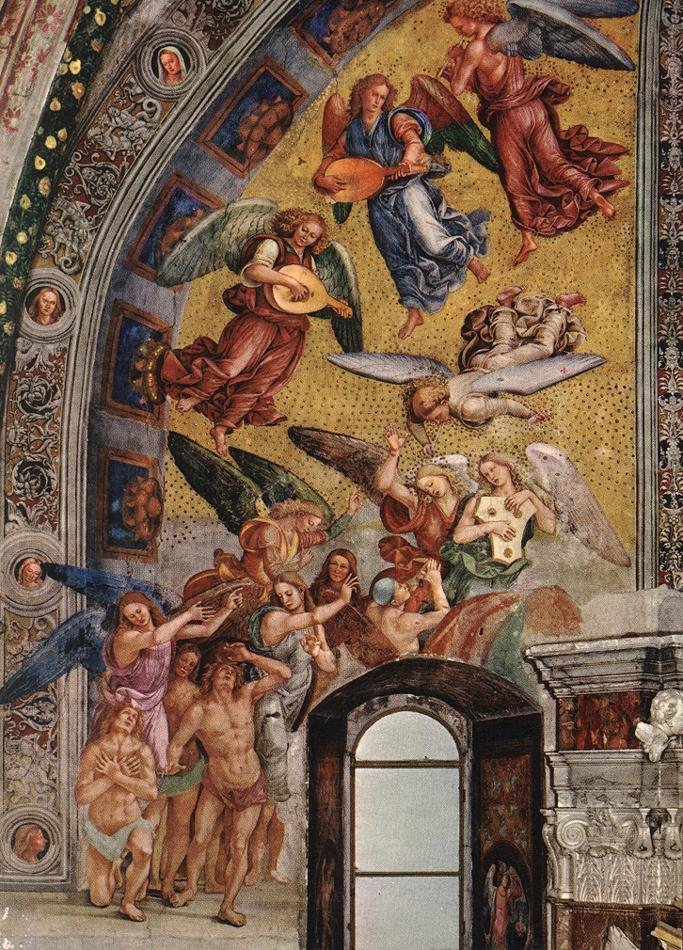

#### 《地狱的诅咒》

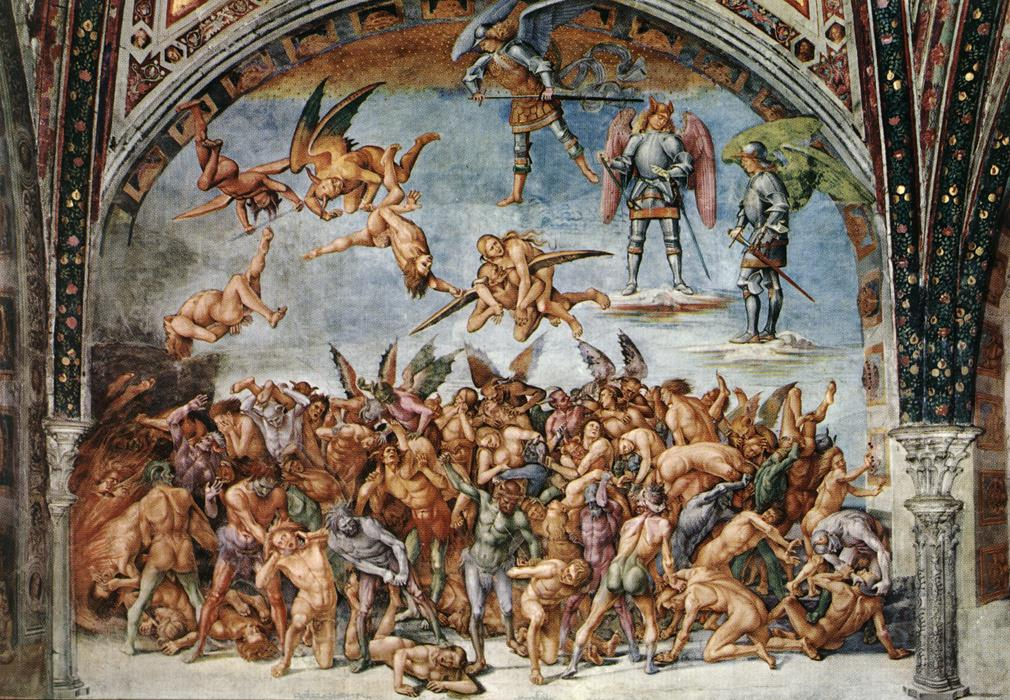
《地狱的诅咒》

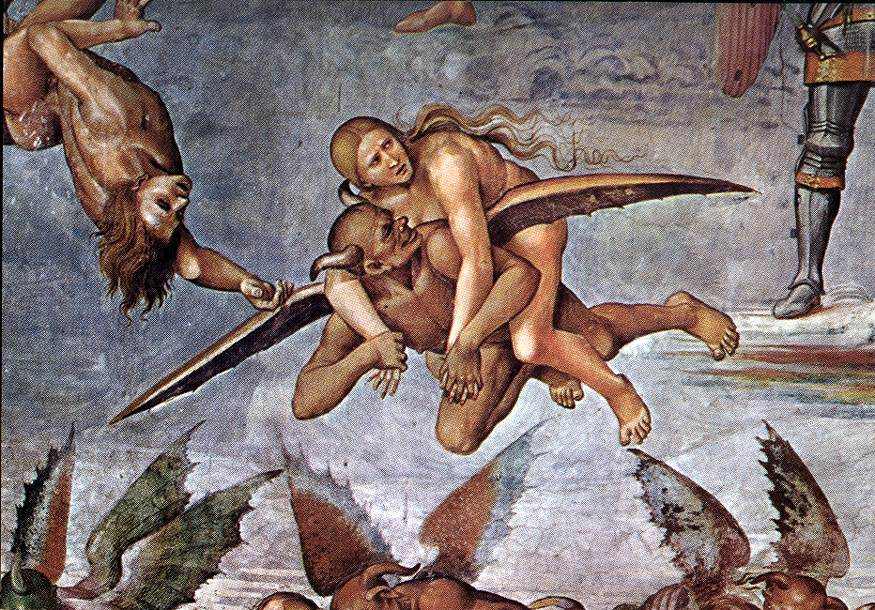
《地狱的诅咒》局部

《地狱的诅咒》（Dannati all'Inferno）位于右墙的第二个半月楣，是最早被画出来的。一个飞行的恶魔肩扛一个富裕的罪人，回头看着她咧嘴笑着，显然对猎物很满意。一个金发女人被恶魔袭击，可能是描绘一个对西格诺雷利不忠的女人。

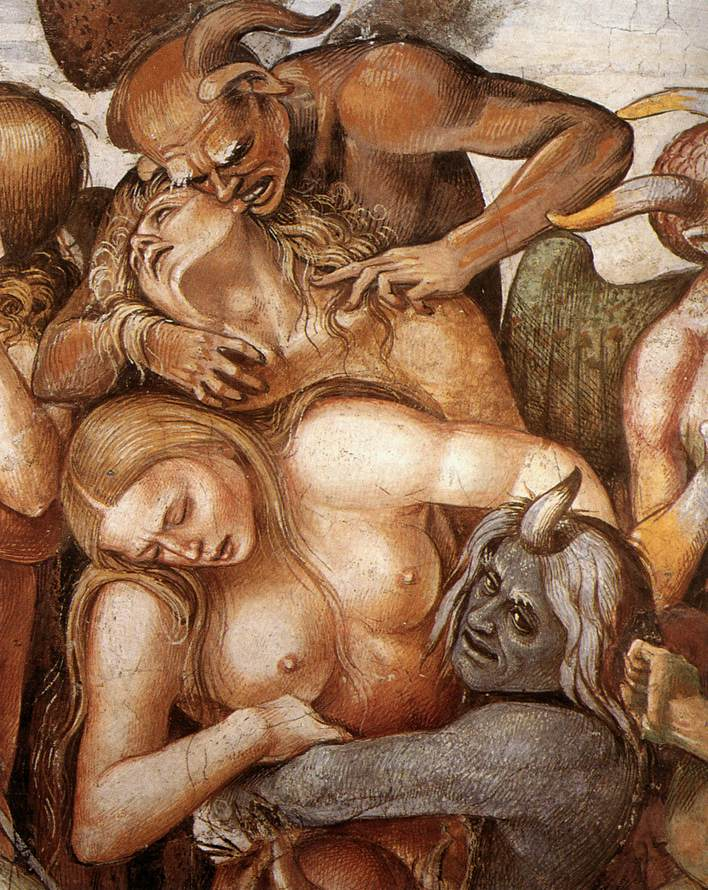
局部
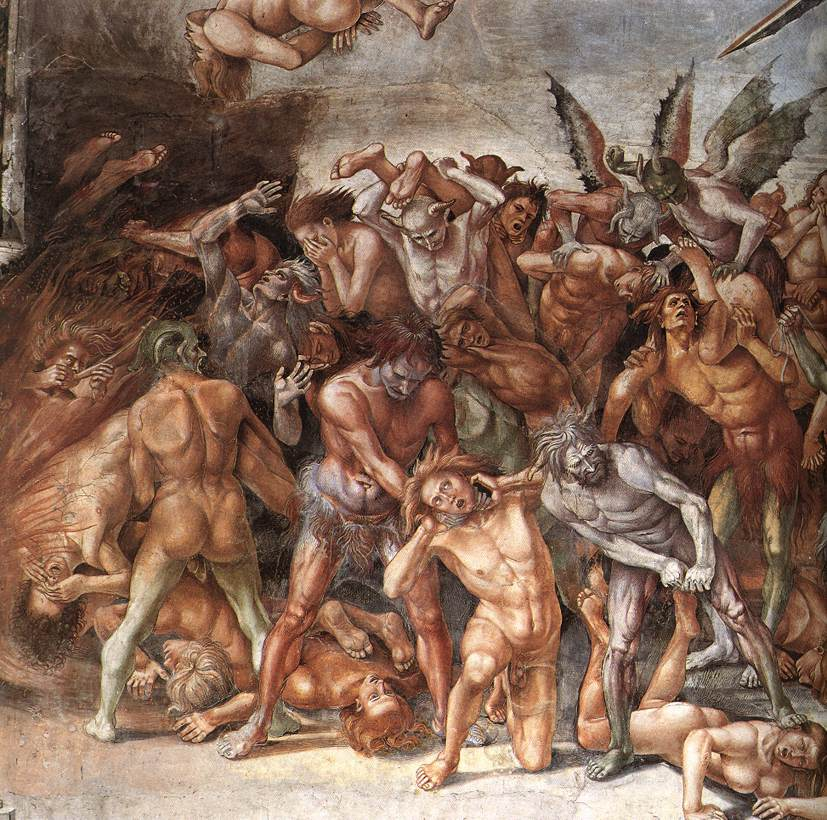
局部
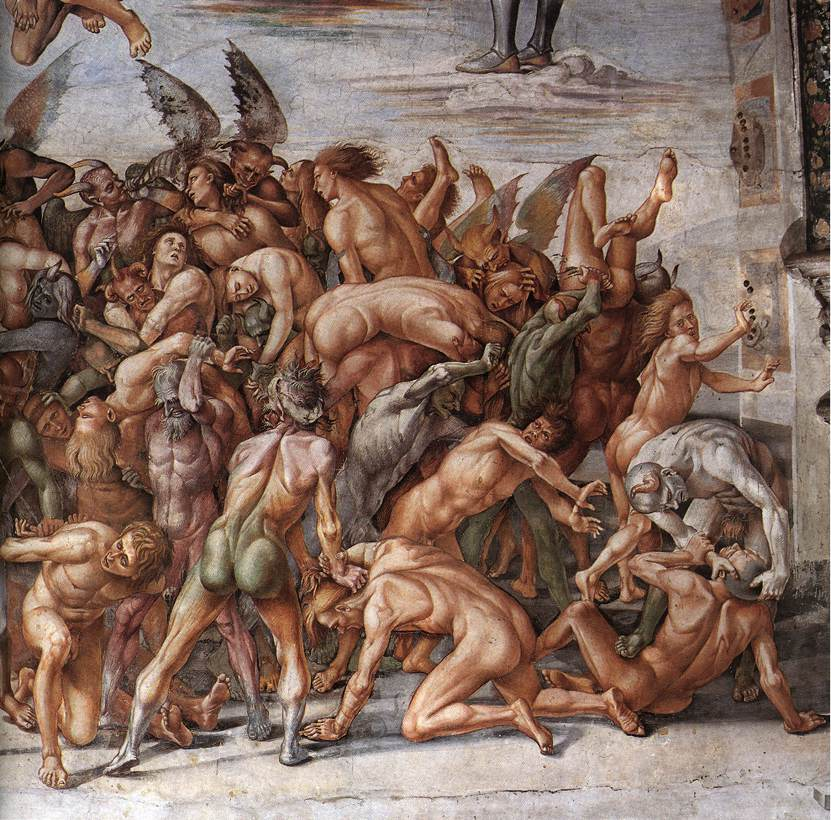
局部
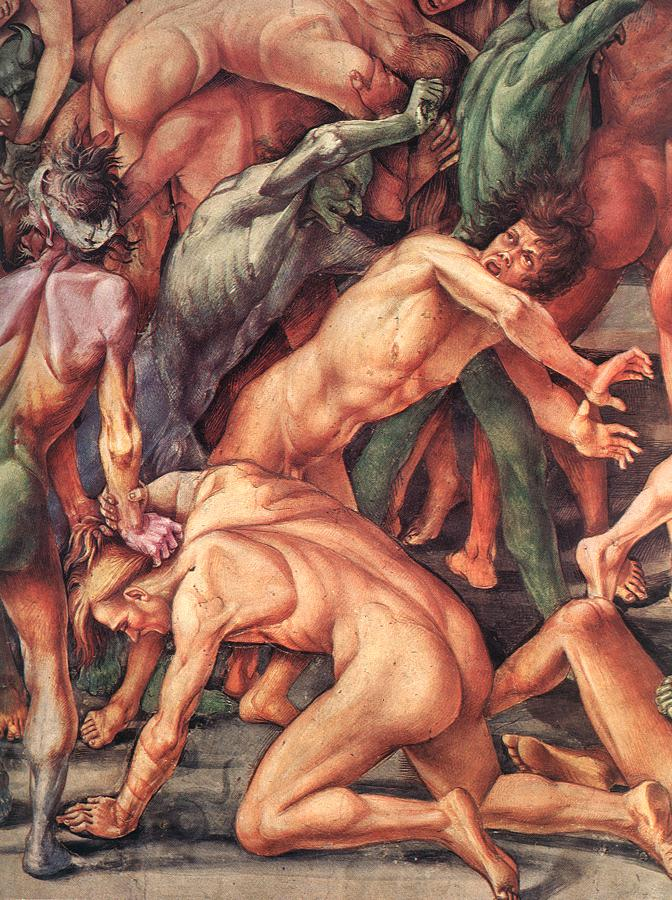
局部

#### 《天堂的祝福》

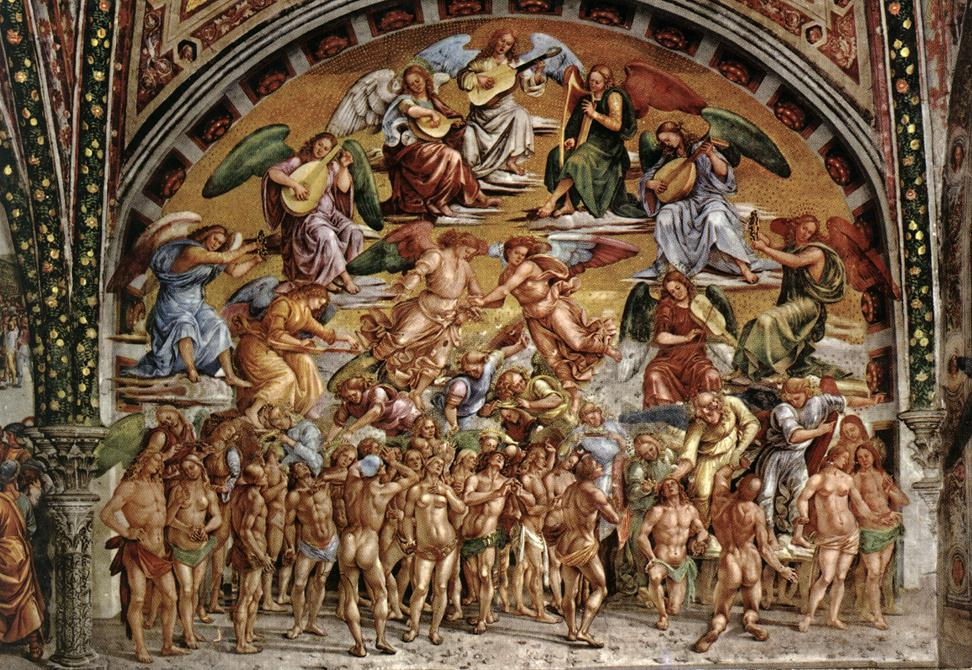
《天堂的祝福》

《天堂的祝福》（Beati in Paradiso）位于左侧的第二个半月楣，这里的人物成熟而平静，令人愉快，与《地狱的诅咒》的混乱形成对比。。九位天使举行音乐会，并对乐器进行了准确的描述。另外两位天使向被祝福的人洒上玫瑰。

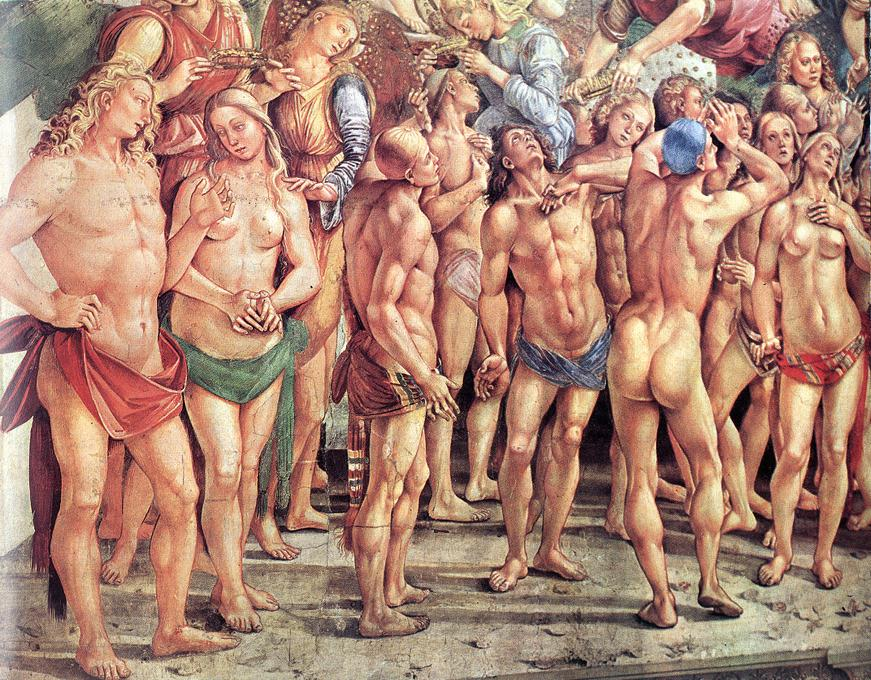
细部
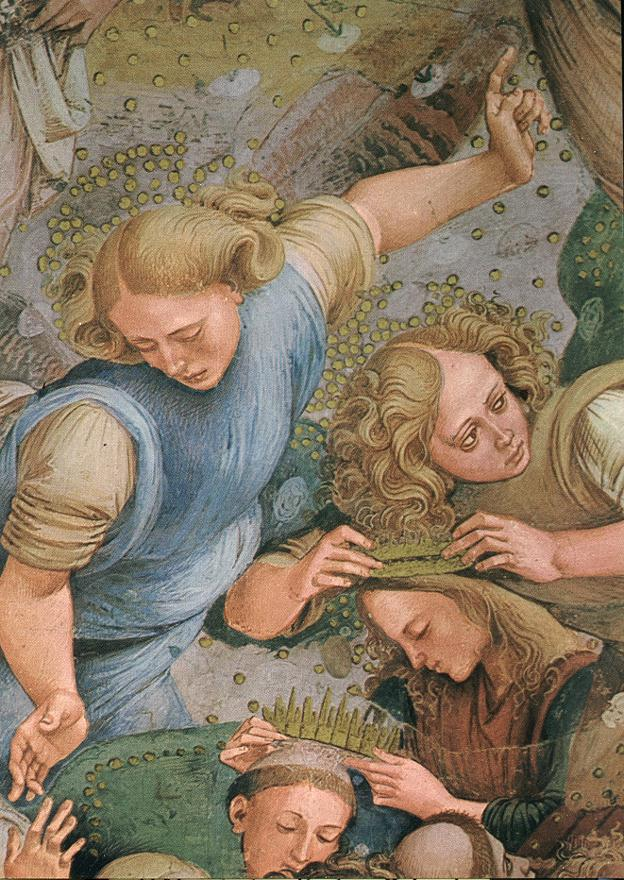
细部